# Amy Anderson
Amy Anderson, född 1 september 1972 i Seoul och uppvuxen i Minnesota, är en sydkoreansk-amerikansk komiker, skådespelerska och manusförfattare. Hon föddes i Sydkorea och adopterades som nyfödd till en amerikansk familj i Minnesota där hon är uppvuxen. Hon är mor till barnskådespelerskan Aubrey Anderson-Emmons som är känd för rollen som Lily i TV-serien Modern Family.